# Ai Ogura
Ai Ogura (japonès: 小椋藍)  (Kiyose, 26 de gener de 2001) és un pilot de motociclisme japonès que 
ha estat Campió del món de Moto2 la temporada del 2024. Ogura competeix al mundial des del 2018 i  a Moto2 des del 2021.

## Carrera esportiva

### Primers anys
Ogura va començar a competir amb pocket bikes al Japó el 2009. El 2015 va debutar a 
l'Asia Talent Cup, el 2016 va córrer a la MotoGP Rookies Cup i els anys 2017 i 2018 va competir a la categoria de Moto3 del Campionat d'Espanya de Velocitat (CEV).

### Moto3
El 2018, Ogura va debutar a la categoria de Moto3 del mundial de motociclisme competint com a comodí als Grans Premis d'Espanya, Països Baixos, Alemanya i Àustria amb una Honda NSF250R. Només hi va aconseguir un punt.
El 2019 va esdevenir pilot habitual de l'equip Asia, que li va confiar una Honda, com a company de Kaito Toba. Va acabar el campionat al desè lloc. El 2020, amb el mateix equip i un nou company, Yuki Kunii, va obtenir dos segons llocs i cinc de tercers i va acabar la temporada en tercera posició.

### Moto2

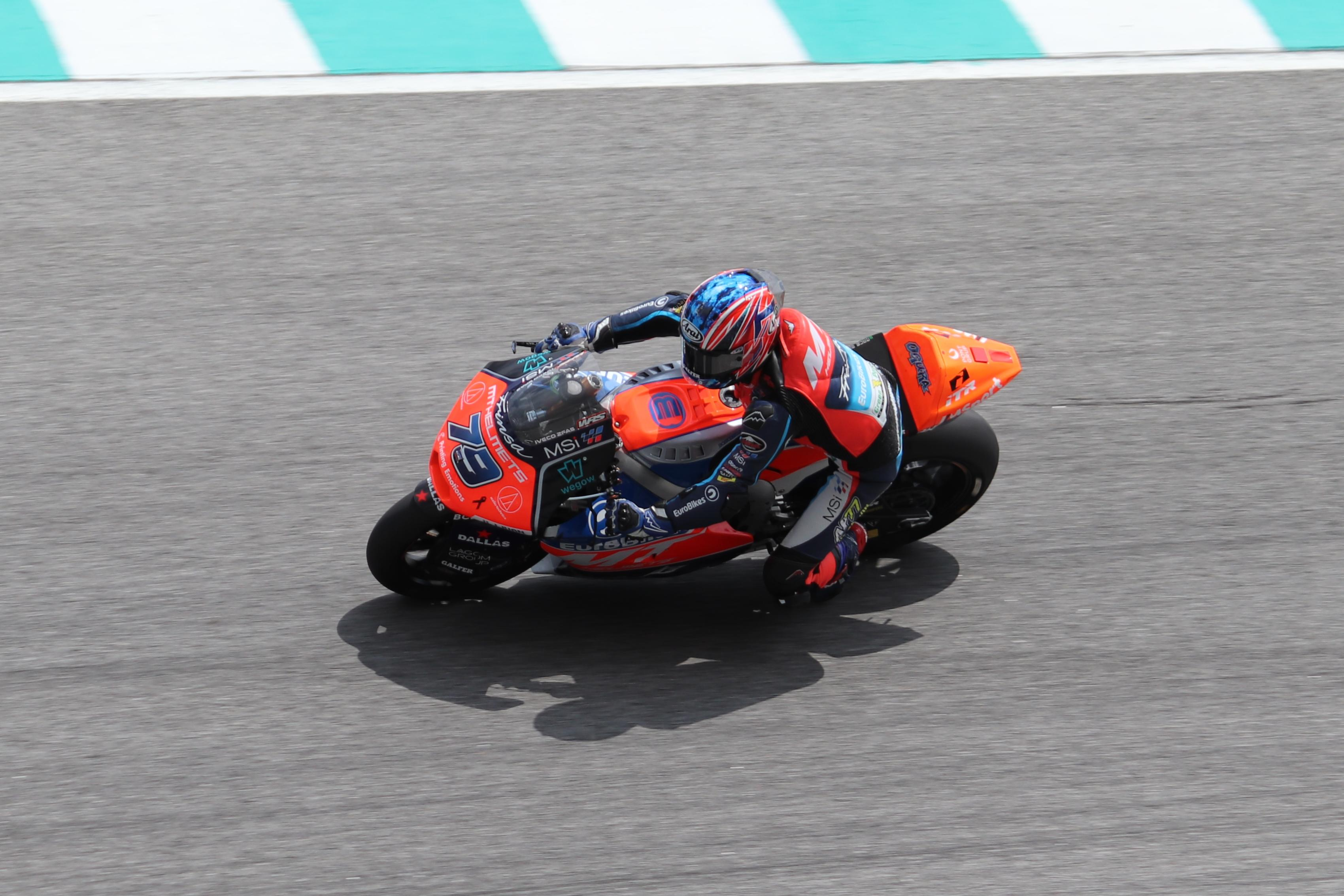
Ogura amb la Boscoscuro al GP de Malàisia del 2024

El 2021 va passar a la categoria de Moto2 amb el mateix equip, als comandaments d'una Kalex i amb Somkiat Chantra de company. Va obtenir un segon lloc i va tancar la temporada en vuitena posició, sent-ne també el segon millor debutant. El 2022 continuà a l'equip Honda Asia amb el mateix company que la temporada anterior. Al Gran Premi d'Espanya va obtenir la seva primera victòria al mundial i en va obtenir dues més al llarg de la temporada. Ogura va mantenir les seves opcions al títol fins a la cursa final, el Gran Premi de la Comunitat Valenciana, on s'hagué de retirar i finalment acabà com a subcampió darrere d'Augusto Fernández.
El 2023 acabà el seu tercer any a Moto2 amb l'Honda Team Asia en la novena posició final.

#### 2024
De cara al 2024 va entrar a l'equip MT Helmets - MSi, amb el suport d'Honda HRC. L'equip havia arribat a un acord amb Boscoscuro per a córrer amb el seu xassís durant les temporades del 2024 i 2025, cosa que suposava un repte per a Ogura, que havia estat corrent amb xassís Kalex durant les tres últimes temporades. El japonès va començar el campionat del 2024 amb actuacions consistents i va assolir el primer podi a Le Mans, on fou segon, i a la següent cursa, al circuit de Catalunya, va obtenir la seva primera victòria de la temporada davant del seu company d'equip i líder del campionat aleshores, el valencià Sergio García. Ogura va tornar a guanyar a Assen i va ser tercer a Sachsenring.
El 15 d'agost de 2024, abans del Gran Premi d'Àustria, Trackhouse Racing va anunciar que Ogura havia signat un contracte de 2 anys amb l'equip per a competir a la categoria de MotoGP les temporades del 2025 i 2026 amb una Aprilia, amb Raúl Fernández de company. Durant els entrenaments del mateix cap de setmana, Ogura va sortir de la xicana del revolt 2 i es va fracturar la mà dreta, fet que el va fer perdre's el Gran Premi. Només tres setmanes després de la fractura, però, va tornar a guanyar al Gran Premi de San Marino i es va situar com a líder del campionat per primera vegada. Al Gran Premi d'Indonèsia va ser segon i també al del Japó, a Motegi. Després fou quart al Gran Premi d'Austràlia i segon al de Tailàndia, cosa que li va permetre de proclamar-se Campió del Món de Moto2 per davant dels altres aspirants al campionat (Arón Canet, Fermín Aldeguer i Sergio García). Va cloure la temporada amb un quart lloc al Gran Premi de la Solidaritat del circuit de Catalunya. En total, durant el 2024 va obtenir tres victòries i vuit podis.

## Resultats al Mundial de motociclisme

### Per temporada
| Temporada | Categoria | Moto       | Equip                    | Curses | Victòries | Podis | Poles | FLaps | Pts    | Posició |
| --------- | --------- | ---------- | ------------------------ | ------ | --------- | ----- | ----- | ----- | ------ | ------- |
| 2018      | Moto3     | Honda      | Asia Talent Team         | 4      | 0         | 0     | 0     | 0     | 1      | 36è     |
| 2019      | Moto3     | Honda      | Honda Team Asia          | 18     | 0         | 1     | 0     | 1     | 109    | 10è     |
| 2020      | Moto3     | Honda      | Honda Team Asia          | 15     | 0         | 7     | 1     | 1     | 170    | 3r      |
| 2021      | Moto2     | Kalex      | Idemitsu Honda Team Asia | 17     | 0         | 1     | 0     | 1     | 120    | 8è      |
| 2022      | Moto2     | Kalex      | Idemitsu Honda Team Asia | 20     | 3         | 7     | 3     | 1     | 242    | 2n      |
| 2023      | Moto2     | Kalex      | Idemitsu Honda Team Asia | 18     | 0         | 3     | 0     | 0     | 137.5  | 9è      |
| 2024      | Moto2     | Boscoscuro | MT Helmets – MSi         | 19     | 3         | 8     | 2     | 1     | 274    | 1r      |
| Total     | Total     | Total      | Total                    | 111    | 6         | 27    | 6     | 5     | 1053.5 |         |

### Per categoria
| Categoria | Temporada       | 1a Cursa        | 1r Podi         | 1a Victòria     | Curses | Victòries | Podis | Poles | FLaps | Pts    | Títols |
| --------- | --------------- | --------------- | --------------- | --------------- | ------ | --------- | ----- | ----- | ----- | ------ | ------ |
| Moto3     | 2018–2020       | 2018 Espanya    | 2019 Aragó      |                 | 37     | 0         | 8     | 1     | 2     | 280    | 0      |
| Moto2     | 2021–actualitat | 2021 Qatar      | 2021 Àustria    | 2022 Espanya    | 74     | 6         | 19    | 5     | 3     | 773.5  | 1      |
| Total     | 2018–actualitat | 2018–actualitat | 2018–actualitat | 2018–actualitat | 111    | 6         | 27    | 6     | 5     | 1053.5 | 1      |

### Curses per any
Barem de puntuació de 1993 ençà:
| Posició | 1  | 2  | 3  | 4  | 5  | 6  | 7 | 8 | 9 | 10 | 11 | 12 | 13 | 14 | 15 |
| Punts   | 25 | 20 | 16 | 13 | 11 | 10 | 9 | 8 | 7 | 6  | 5  | 4  | 3  | 2  | 1  |

(Ids. Grans Premis | Llegenda) (Curses en negreta indiquen pole; curses en  itàlica indiquen volta ràpida)
| Any  | Categoria | Moto       | 1      | 2       | 3       | 4       | 5       | 6      | 7       | 8       | 9       | 10     | 11      | 12     | 13     | 14    | 15      | 16       | 17      | 18     | 19      | 20      | Pos | Pts   |
| ---- | --------- | ---------- | ------ | ------- | ------- | ------- | ------- | ------ | ------- | ------- | ------- | ------ | ------- | ------ | ------ | ----- | ------- | -------- | ------- | ------ | ------- | ------- | --- | ----- |
| 2018 | Moto3     | Honda      | QAT    | ARG     | AME     | ESP 15  | FRA     | ITA    | CAT     | NED 23  | GER Ret | CZE    | AUT 20  | GBR    | SM     | ARA   | THA     | JPN      | AUS     | MAL    | VAL     |         | 36è | 1     |
| 2019 | Moto3     | Honda      | QAT 11 | ARG 17  | AME 11  | ESP 9   | FRA Ret | ITA    | CAT 6   | NED 6   | GER 7   | CZE 6  | AUT 12  | GBR 10 | SM Ret | ARA 2 | THA Ret | JPN 14   | AUS 14  | MAL 4  | VAL 10  |         | 10è | 109   |
| 2020 | Moto3     | Honda      | QAT 3  | ESP 2   | ANC Ret | CZE 3   | AUT 4   | STY 3  | SM 2    | EMI 3   | CAT 11  | FRA 9  | ARA 14  | TER 9  | EUR 3  | VAL 8 | POR 8   |          |         |        |         |         | 3r  | 170   |
| 2021 | Moto2     | Kalex      | QAT 17 | DOH 5   | POR Ret | ESP 7   | FRA 7   | ITA 6  | CAT Ret | GER Ret | NED 6   | STY 5  | AUT 2   | GBR 9  | ARA 8  | SM 7  | AME 7   | EMI 9    | ALR Ret | VAL    |         |         | 8è  | 120   |
| 2022 | Moto2     | Kalex      | QAT 6  | INA 6   | ARG 3   | AME 2   | POR Ret | ESP 1  | FRA 5   | ITA 3   | CAT 7   | GER 8  | NED 2   | GBR 4  | AUT 1  | SM 5  | ARA 4   | JPN 1    | THA · 6 | AUS 11 | MAL Ret | VAL Ret | 2n  | 242   |
| 2023 | Moto2     | Kalex      | POR    | ARG DNS | AME 15  | ESP Ret | FRA 9   | ITA 15 | GER 14  | NED 2   | GBR 8   | AUT 3  | CAT 7   | SM 5   | IND 21 | JPN 2 | INA 17  | AUS · 15 | THA 5   | MAL 4  | QAT 4   | VAL 11  | 9è  | 137.5 |
| 2024 | Moto2     | Boscoscuro | QAT 4  | POR 5   | AME 7   | ESP 6   | FRA 2   | CAT 1  | ITA 5   | NED 1   | GER 3   | GBR 14 | AUT DNS | ARA 8  | SM 1   | EMI 8 | INA 2   | JPN 2    | AUS 4   | THA 2  | MAL Ret | SLD 4   | 1r  | 274   |

Només es va atorgar la meitat dels punts en haver-se completat menys de dos terços de la distància de la cursa (però almenys tres voltes completes).